# Constantin Argetoianu
Constantin Argetoianu (Craiova, 15 maart 1871 – Sighetu Marmației, 6 februari 1955) was een Roemeens politicus.

## Biografie
Constantin Argetoianu was de zoon van generaal Ioan Argetoianu. Hij studeerde rechten, medicijnen en letteren aan de Sorbonne (Universiteit van Parijs). In 1897 trad hij in diplomatieke dienst. Hij verwierf zich een kapitaal als beurshandelaar en hij werd een rijk grootgrondbezitter. Hij was lid van de Conservatieve Partij (PC) en werd in 1914 in de Senaat gekozen. Hij speelde een bemiddelde rol tussen de conservatieve facties in het Roemeense parlement (met name die van Petre P. Carp en die van Take Ionescu). Hij steunde de Roemeense deelname aan de Eerste Wereldoorlog aan de zijde der Entente (1916) en stond hiermee lijnrecht tegenover de leider van de PC, Petre P. Carp, maar verwierf de steun van Take Ionescu en diens Conservatieve Democratische Partij (PCD).
Op 29 januari 1918 werd hij minister van Justitie in het kabinet van premier Alexandru Averescu. Hij leidde de Roemeense delegatie dat op 18 maart 1918 de preliminairen van de vrede tekende met de Centrale mogendheden op het kasteel van vorst Știrbei. Op 7 mei 1918 resulteerde dit in de Vrede van Boekarest, die een voorlopig einde maakte aan de Roemeense deelname aan de Eerste Wereldoorlog aan de zijde van de Entente mogendheden. Argetoianu was toen inmiddels als minister van Justitie afgetreden. Constantin Argetoianu verliet de PC en sloot zich aan bij de populistische Volkspartij (PP) van generaal Alexandru Averescu.

## Anticommunist
Constantin Argetoianu keerde op 21 juni 1920 als minister van Binnenlandse Zaken terug. Weer diende hij onder Alexandru Averescu. Als minister raakte hij betrokken bij een financieel schandaal en de oppositie van de Roemeense Nationale Partij (PNR) en de Boerenpartij (PȚ) dienden tevergeefs een motie van wantrouwen in. Hij bleef tot 18 december 1921 minister van Binnenlandse Zaken, nadien was hij minister zonder portefeuille. Hij betoonde zich als minister een anti-communist en steunde het verbod op de Roemeense Communistische Partij (RCP) en liet de leiders van die partij arresteren. In 1922 gaf hij opdracht om een aantal vooraanstaande communisten, waaronder Leonte Filipescu, die in de gevangenis zaten te vermoorden. Zijn harde anticommunistische politiek riep echter verzet op en de harde aanpak van revolutionaire bewegingen in Roemenië werd min of meer beëindigd. Koning Ferdinand I van Roemenië verleende de revolutionaire amnestie en Argetoianu verklaarde dat het "communisme in Roemenië over was."
In 1923, toen Brătianu weer als premier aan de macht was, raakte Argetoianu in conflict met Averescu en riep zich uit tot voorzitter van de PP. Als gevolg hiervan werd hij uit de partij gezet. Hij sloot zich aan bij de Nationaal-Democratische Partij (PND) van Nicolae Iorga, maar protesteerde tegen de samenwerking van de PND met de Roemeense Nationale Partij (PNR) van Iuliu Maniu en hij sloot zich aan bij de Nationaal-Liberale Partij (PNL) van Brătianu. Van 24 november 1927 tot 11 november 1928 was hij minister van Landbouw en van 4 augustus tot 11 november 1928 was hij minister van Buitenlandse Zaken onder premier Vintilă Brătianu.
Ion I.C. Brătianu overleed in 1927 en zijn broer en opvolger Vintilă Brătianu, de nieuwe voorzitter van de PNL in 1930. Dinu Brătianu werd de nieuwe partijvoorzitter van de PNL. In tegenstelling tot de partijlijn van de PNL, die gericht was tegen koning Carol II van Roemenië (de PNL was voorstander van de in 1927 opgerichte regentschapsraad onder Prins Nicolae), steunde Argetoianu de nieuwe koning wel en verliet de PNL. Hij werd hierna een onafhankelijk politicus.
Onder premier Nicolae Iorga was Argetoianu voor vier dagen minister van Buitenlandse Zaken (19 april - 21 april 1931) en daarnaast voor de duur van een jaar minister van Financiën (19 april 1931 - 6 juni 1932). Hij was voorstander van een harde aanpak van de fascistische IJzeren Garde van Corneliu Zelea Codreanu.
In 1932 richtte Argetoianu de pro-monarchistische Agrarische Partij (Partidul Agrar)
Constantin Argetoianu werd lid van het Front voor Nationale Renaissance (FRN), de eenheidspartij, en was van 28 september tot 23 november 1939 was hij premier. Nadien was hij van 28 juni tot 4 juli 1940 minister van Buitenlandse Zaken in het kabinet van premier Gheorghe Tătărescu. Op 27 november 1940 werd hij ontvoerd en zijn ontvoerders dreigden hem te doden, maar dankzij tussenkomst van legerofficieren kwam hij weer vrij. In 1944 verliet hij Roemenië en vestigde zich in Zwitserland. Later keerde hij naar Roemenië terug (november 1944). Roemenië was toen bezet door het Rode Leger. Argetoianu sprak zich uit voor samenwerking met de Sovjet-Unie. Dit viel vooral in verkeerde aarde bij de Nationale Boerenpartij (PNȚ), die hem van huichelarij beschuldigde.

## Nationale Unie voor Werk en Reconstructie
Constantin Argetoianu probeerde na de Tweede Wereldoorlog om te bemiddelen tussen de Nationale Boerenpartij (PNȚ) en de Roemeense Communistische Partij (RCP). Hij werd door beide kampen afgewezen. In januari 1947 richtte hij met Nicolae Ottescu, Nicolae D. Cornățeanu, Zamfir Brătescu en anderen de Nationale Unie voor Werk en Reconstructie (Uniunea Națională Muncă și Refacere, UNMR) op. Deze beweging werd onder surveillance gesteld door het door communisten gedomineerde kabinet van premier Petru Groza. De communistische Nationaal-Agrarische Actie begon direct met het infiltreren van de UNMR. Daar Argetoianu in het geheel niet serieus werd genomen door de communisten, besloot men tot ontbinding van de UNMR. De groep rond Cornățeanu sloot zich aan bij het Ploegersfront van Groza, terwijl anderen zich bij de Unie van Patriotten aansloten.

## Gevangenschap
Constantin Argetoianu werd in mei 1950 op last van de communistische autoriteiten gearresteerd gevangengezet in de bekende Sighet gevangenis. Het kwam nooit tot een proces. Tijdens zijn gevangenschap schreef hij zijn memoires Memorii. Pentru cei de mâine. Amintiri din vremea celor de ieri ("Memoires. Voor hen die morgen leven, herinneringen aan een vervlogen wereld"). Constantin Argetoianu overleed in 1955, en was een vrijmetselaar.